# تاسوویتسه (ناحیه بلانسکو)
تاسوویتسه (به چکی: Tasovice) یک منطقهٔ مسکونی در جمهوری چک است که در ناحیه بلانسکو واقع شده‌است. تاسوویتسه ۳٫۲۷ کیلومتر مربع مساحت و ۶۷ نفر جمعیت دارد و ۶۳۵ متر بالاتر از سطح دریا واقع شده‌است.